# Famille Prévôt-Leygonie
La famille Prévôt-Leygonie est une famille subsistante d'ancienne bourgeoisie française, originaire du Périgord, et suivie depuis le XVIIe siècle.

## Histoire
La famille Prévôt-Leygonie est une famille périgourdine issue de Jean Prévost (vers 1575 - vers 1630), marchand et bourgeois calviniste de Bergerac,.
À la suite du mariage le 22 janvier 1693 de Jean Prévost (arrière-petit-fils du précédent) avec Judith Chazot de Leygonie, cette famille se fixe à Montagnac-la-Crempse (Dordogne), au manoir de Leygonie. Cette demeure appartient toujours à la famille Prévôt-Leygonie.

## Personnalités
- François Prévot-Leygonie (1780-1851), homme politique, avocat et magistrat français ;
- Pierre Prévot-Leygonie (1783-1851), médecin, chirurgien des armées impériales, maire de Bergerac[6] ;
- Xavier Prévôt-Leygonie (1888-1918), frère mineur capucin, capitaine d'infanterie, mort pour la France[7] ;
- François Prévôt-Leygonie (1967- ), acteur, réalisateur et scénariste français.

## Armes
- De sinople au chevron d'or[1]

## Alliances
Les principales alliances de la famille Prévôt-Leygonie sont : de Lespinasse, de Labatut, de Monteil de Cussac, Pinet, Guy de Coral, Boussenot de Lafon, de Tessieres, de Larroque, Landry, Ochier de la Fragnée, de Beaupoil de Saint-Aulaire.

## Hommages
- Impasse Pierre Prévot, à Bergerac.